# Ludmiła Łączyńska
Ludmiła Dobrowolska-Łączyńska (ur. 24 kwietnia 1923 w Lublinie, zm. 3 sierpnia 2019 w Warszawie) – polska aktorka radiowa, teatralna i telewizyjna. Znana z roli Wisi Matysiakowej w radiowym serialu Matysiakowie (1957–2019).

## Życiorys
Była córką Juliana. Była absolwentką Państwowego Gimnazjum i Liceum im. B. Chrobrego w Leżajsku, rocznik 1946. Zadebiutowała w teatrze w 1950 r. Rok później ukończyła studia na Wydziale Aktorskim Państwowej Wyższej Szkoły Teatralnej w Warszawie. Przez lata była związana z Teatrem Ludowym Krystyny Zelwerowicz i Władysława Hańczy. Przez 62 lata nieprzerwanie kreowała rolę Wisi Matysiakowej w cyklicznym słuchowisku radiowym Matysiakowie. Rola ta stanowiła „fundament” słuchowiska. Słuchaczom Polskiego Radia znana była również z występów w popularnym Podwieczorku przy mikrofonie. Zagrała w kilkudziesięciu słuchowiskach Teatru Polskiego Radia, także w audycjach dla dzieci. Występowała również w filmach, serialach i spektaklach Teatru Telewizji. W 2010 r. otrzymała nagrodę „Splendor Splendorów im. Krzysztofa Zaleskiego”, nagrodę Teatru Polskiego Radia za kreacje radiowe.
Została pochowana w Leżajsku.

## Odznaczenia
- Krzyż Komandorski Orderu Odrodzenia Polski (10 grudnia 2001)[5]
- Krzyż Oficerski Orderu Odrodzenia Polski (6 grudnia 1996)[6]